# ستيرلينغ روبي
ستيرلينغ روبي (بالإنجليزية: Sterling Ruby)‏ هو فنان أمريكي، ولد في 1972 في بيتبورغ في ألمانيا.